# جو تود
جو تود (بالإنجليزية: Joe Todd)‏ هو لاعب كرة قدم نيوزلندي، ولد في 3 يناير 1916 في نيوزيلندا، وتوفي في 27 ديسمبر 1997. شارك مع منتخب نيوزيلندا لكرة القدم. أما مع النوادي، فقد لعب مع Western Suburbs FC ‏.